# 多伊
多伊（法語：Dohis）是法国皮卡第大区埃纳省的一个市镇，属于拉昂区塞尔河畔罗祖瓦县。该市镇2009年时的人口为99人。

## 人口
多伊人口变化图示
| 数据来源：INSEE |